# Spaltkeil (Werkzeug)

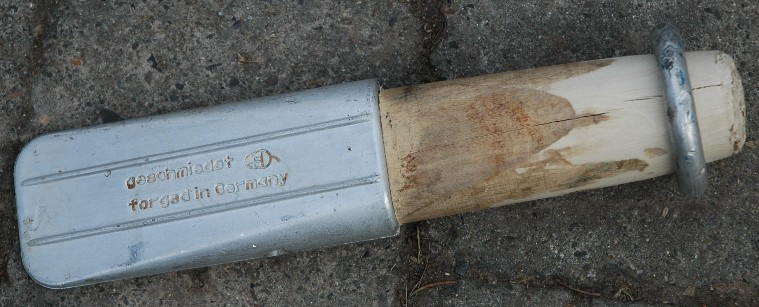
Spalt- bzw. Fällkeil (Alu, hohl, Stege, gesenkgeschmiedet) mit eingepasstem Hartholzkeil und aufgesetztem Aluminiumring

Ein Spaltkeil oder auch Treibkeil ist ein keilförmiges Werkzeug, das in der Forstwirtschaft zum Fällen von Bäumen und zum spanlosen Zerteilen von Baumstämmen, großen Holzstücken, Steinblöcken verwendet wird.
Spaltkeile werden aus verschiedenen Werkstoffen und in verschiedenen Größen und Ausführungen gefertigt. Der Keilwinkel beträgt meist zwischen 10 und 25 Grad, mit oder ohne Anschliff der Schneide, die Länge zwischen 15 und 30 cm und das Gewicht zwischen einigen hundert Gramm und einigen Kilogramm.
Traditionell bestehen Spaltkeile aus massivem Stahl. Für neuere Ausführungen werden auch Aluminiumlegierungen und Kunststoffe eingesetzt. Die Keilflächen können mit flachen Nuten, Riefen oder Stegen versehen sein, um die Führung zu verbessern und auch die Reibung zu vermindern. Einige Modelle aus weicheren Materialien sind hohl ausgeführt. Sie werden mit eingepasstem Hartholzkeil mit rundem Schaft und aufgesetztem Aluminiumring (Schlagring) benutzt; diese werden in der Schweiz Scheidweggen genannt.

## Holzfällen und Holzspalten
Nach Anwendung kann unterschieden werden zwischen Scheitkeil (zum Spalten von Stämmen und Klötzen) Schnitt- und Fällkeil. Der Schnittkeil wird beim Fällen in den Fallschnitt getrieben und stellt sicher, dass das Gewicht des Baumes nicht auf die Motorsäge drückt und sie einklemmt. Der Fällkeil drückt beim Einschlagen in den Fallschnitt den Baum in Fallrichtung. Fäll- und Schnittkeile bestehen meist aus Kunststoff oder Aluminium, um die Motorsägenkette beim Fällen nicht zu beschädigen. Stahlkeile sind wegen der Unfallgefahr nicht erlaubt.
Vielfach wird der Fällkeil bei kleinen Baumdurchmessern durch einen sogenannten Fällheber ersetzt oder der Baum wird mit einem Seil in Fallrichtung gezogen.
Das Treiben von Stahlkeilen mit einem Stahlhammer ist laut Unfallverhütungsvorschrift „Forsten“ (§ 3) wegen der Gefahr herumfliegender Stahlteile verboten.
Es existieren auch Vorrichtungen, welche Keile mechanisch über ein Getriebe in den Baum treiben.
Beim Spalten wird der Keil längs der Faserrichtung in den Klotz getrieben. Hierzu wird meist ein Keil aus Eisen verwendet, da er leichter in das Holz zu treiben ist. Drehspaltkeile verdrehen sich beim Einschlagen durch eine entsprechend gewundene Form um 90° in der Längsachse. Dadurch ist die Keilwirkung verstärkt.
Die Keile werden mit einem großen Vorschlaghammer eingetrieben. Ein Holzeinsatz aus Esche oder Hickory dient in hohlen Eisen- und Aluminiumkeilen dazu, den Verschleiß zu vermindern. Bei Volleisenkeilen werden diese oder der Hammer mit Plasteaufsätzen versehen, um Absplitterungen zu vermeiden.
Der Spalthammer kann mit dem Rücken als Vorschlaghammer benutzt werden. Die Finne ist ein Keil mit Schneide, ähnlich einer Axt, jedoch mit großem Keilwinkel, und kann zum direkten Spalten von Holzstücken verwendet werden. Im Gegensatz zu einer Axt kann der Spalthammer leicht entfernt werden, wenn das Spalten nicht gelang.
Statt Spaltkeile von Hand einzuschlagen, werden vermehrt Holzspalter benutzt.

## Steinbrechen

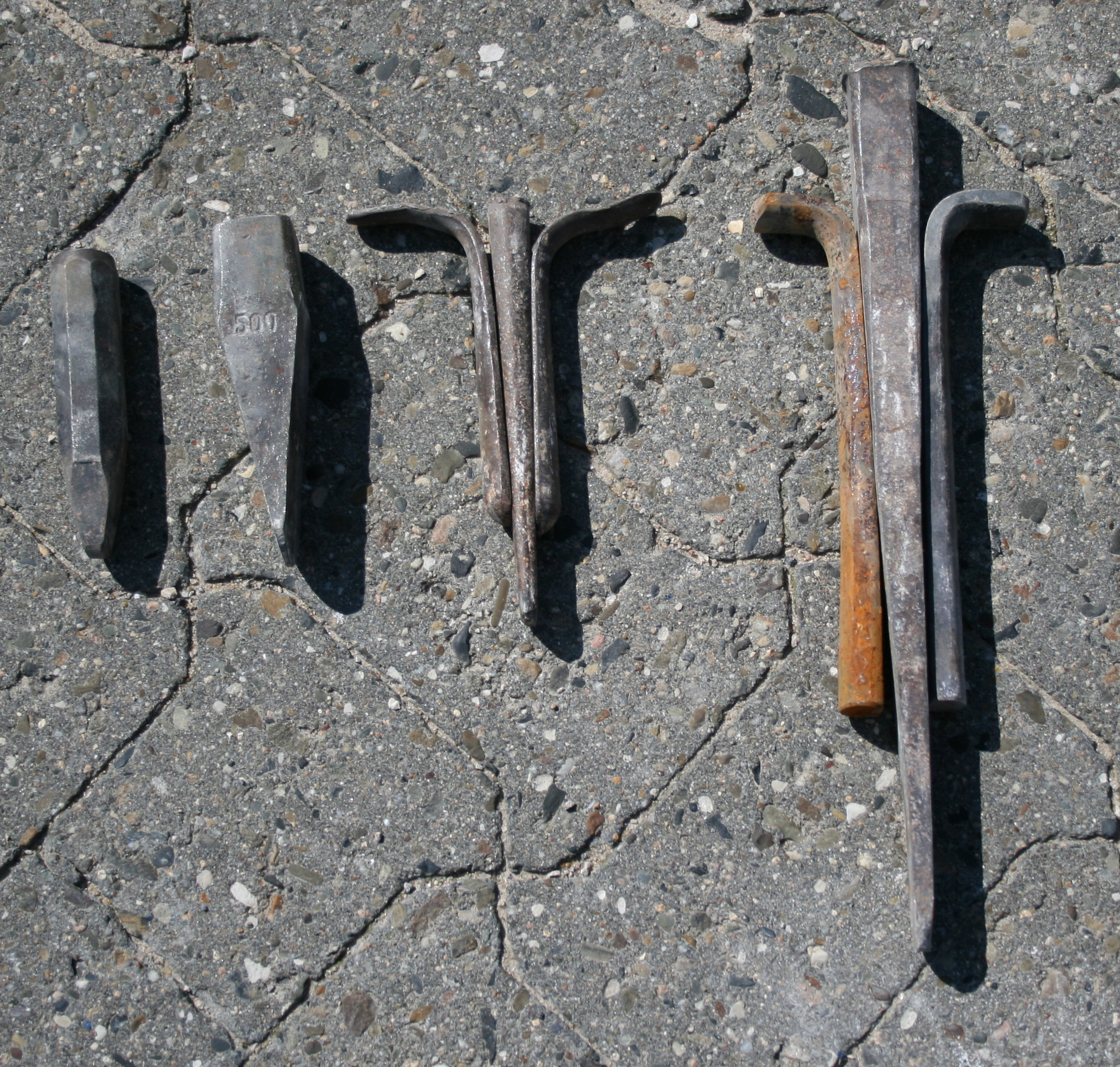
Spaltkeile für Natursteine

Spaltkeile aus Stahllegierungen wurden und werden als Steinspaltwerkzeuge auch für den Abbau von Gesteinen verwendet. Dabei wird der Keil zwischen zwei Futterstücken geführt, um die bessere Gleitreibung zwischen Stahlflächen zu nutzen und das Gleiten auf der Steinfläche zu vermeiden. Zuerst werden die Futterstücke eingesetzt und dann mit dem Keil auseinandergetrieben. Man nennt diese Kombination Treibkeil.
Treibkeile sind bei Steinmetzen bei der Bearbeitung von Natursteinen immer seltener im Einsatz, dagegen durchaus weiterhin im Steinbruch. In der Paläontologie, Geologie und bei Hobbyisten sind solche Werkzeuge zum Steinbrechen verbreitet.